# فلوچورن
فلوچورن (به لاتین: Fluchthorn) یک کوه در سوئیس است که در Valsot واقع شده‌است. فلوچورن ۳٬۳۹۹ متر بالاتر از سطح دریا واقع شده‌است.